# Restaurang Fontainebleau

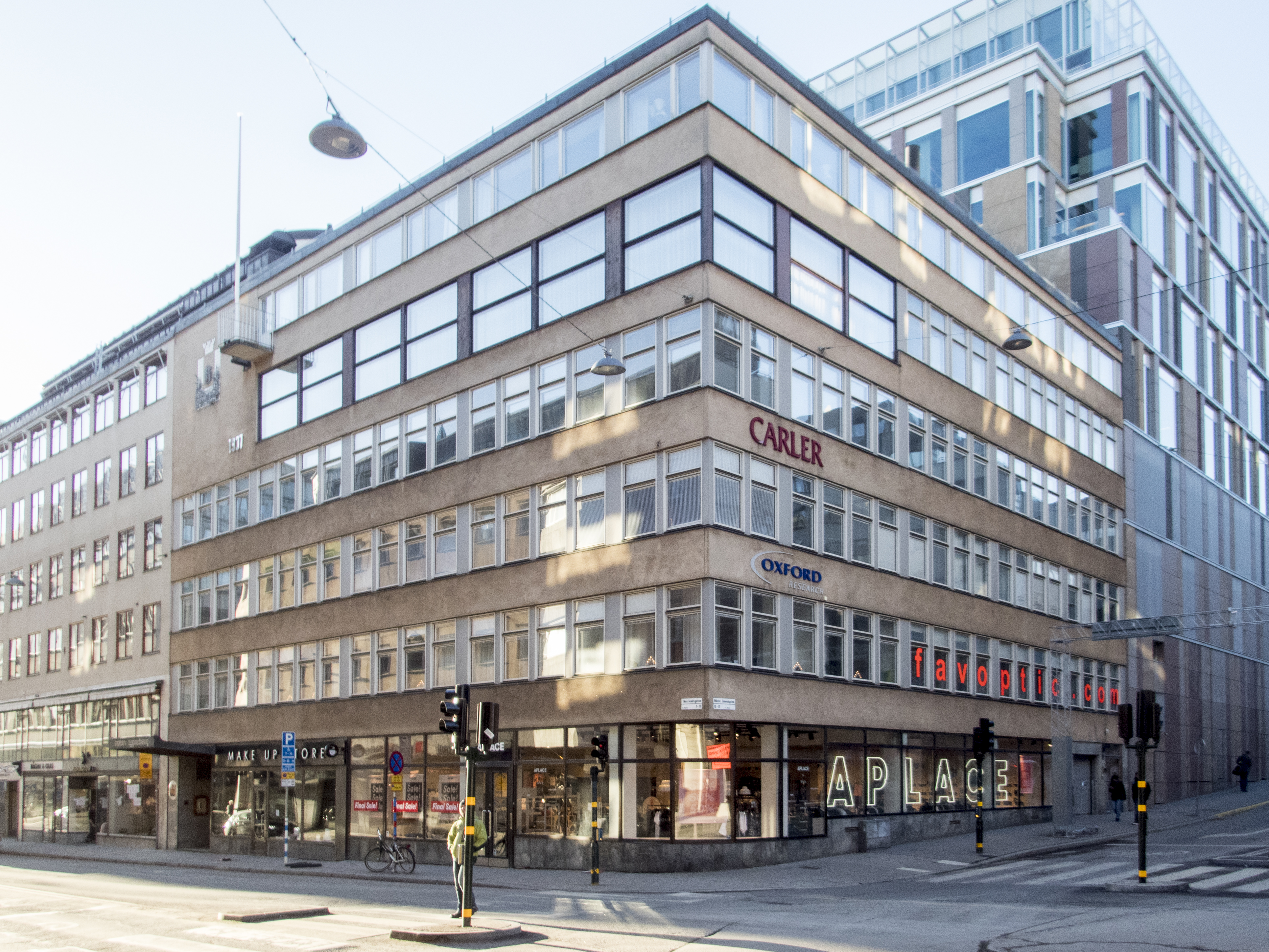
Byggnadsföreningens hus

Restaurang Fontainebleau var en restaurang i de översta våningarna på Byggnadsföreningens hus på Norrlandsgatan 11 i Stockholm, som utsattes för ett bombattentat 31 december 1982. Explosionen var så kraftig att flera våningar förstördes. Ingen blev dömd för sprängningen, som fortfarande är en olöst kriminalgåta. En av teorierna är att sprängningen kunde ha varit ett attentat av en tidigare anställd, som även blev dömd för en tidigare mordbrand mot lokalen. Inredningen i lokalen hade stort kulturhistoriskt värde, Vid tidpunkten för dådet var lokalen nyrenoverad och återställd till det ursprungliga skicket.